# Sebastian Schlüsselburg

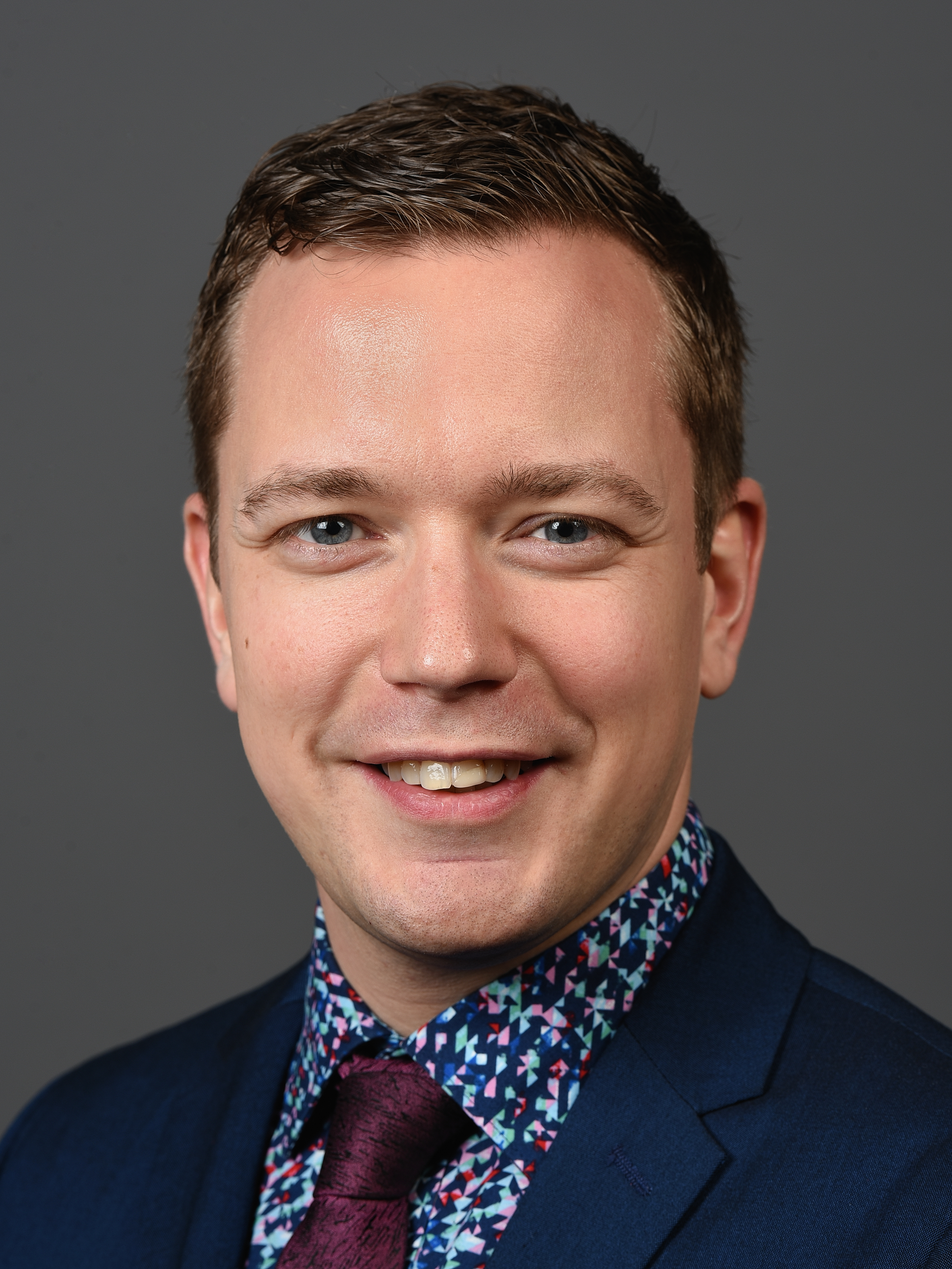
Sebastian Schlüsselburg, 2017

Sebastian Schlüsselburg (* 7. Februar 1983 in Berlin) ist ein deutscher Politiker (seit 2025 SPD, bis 2024 Die Linke). Er ist seit 2016 Mitglied des Abgeordnetenhauses von Berlin.

## Leben und Ausbildung
Sebastian Schlüsselburg wuchs zunächst in West-Berlin auf. Nach der Trennung seiner Eltern zog er mit seiner Mutter nach Bad Segeberg. Dort besuchte er die Heinrich-Rantzau-Grundschule und das städtische Gymnasium.
1997 zog er zurück nach Berlin und machte den Realschulabschluss an der Alfred-Wegener-Oberschule in Dahlem. 
Von 2000 bis 2002 besuchte er die Oberstufe der Sophie-Charlotte-Oberschule, bevor er nach Frankfurt am Main umzog. Dort machte er 2004 das Abitur an der Helmholtzschule. Im selben Jahr nahm er an der juristischen Fakultät der Humboldt-Universität zu Berlin das Studium der Rechtswissenschaften auf. Er absolvierte dort den Schwerpunktbereich 2 „Rechtspolitik und Rechtsgestaltung“. In seiner Studienarbeit befasste er sich mit dem Thema Anforderungen an das Verfahren privater Standardsetzung erläutert am Beispiel der International Financial Reporting Standards. 2015 legte er die Erste Juristische Prüfung am GJPA Berlin-Brandenburg ab. Anschließend verlieh ihm die juristische Fakultät der Humboldt-Universität zu Berlin den akademischen Grad „Diplom-Jurist“.
Sebastian Schlüsselburg ist Vater einer Tochter.

## Politischer Werdegang

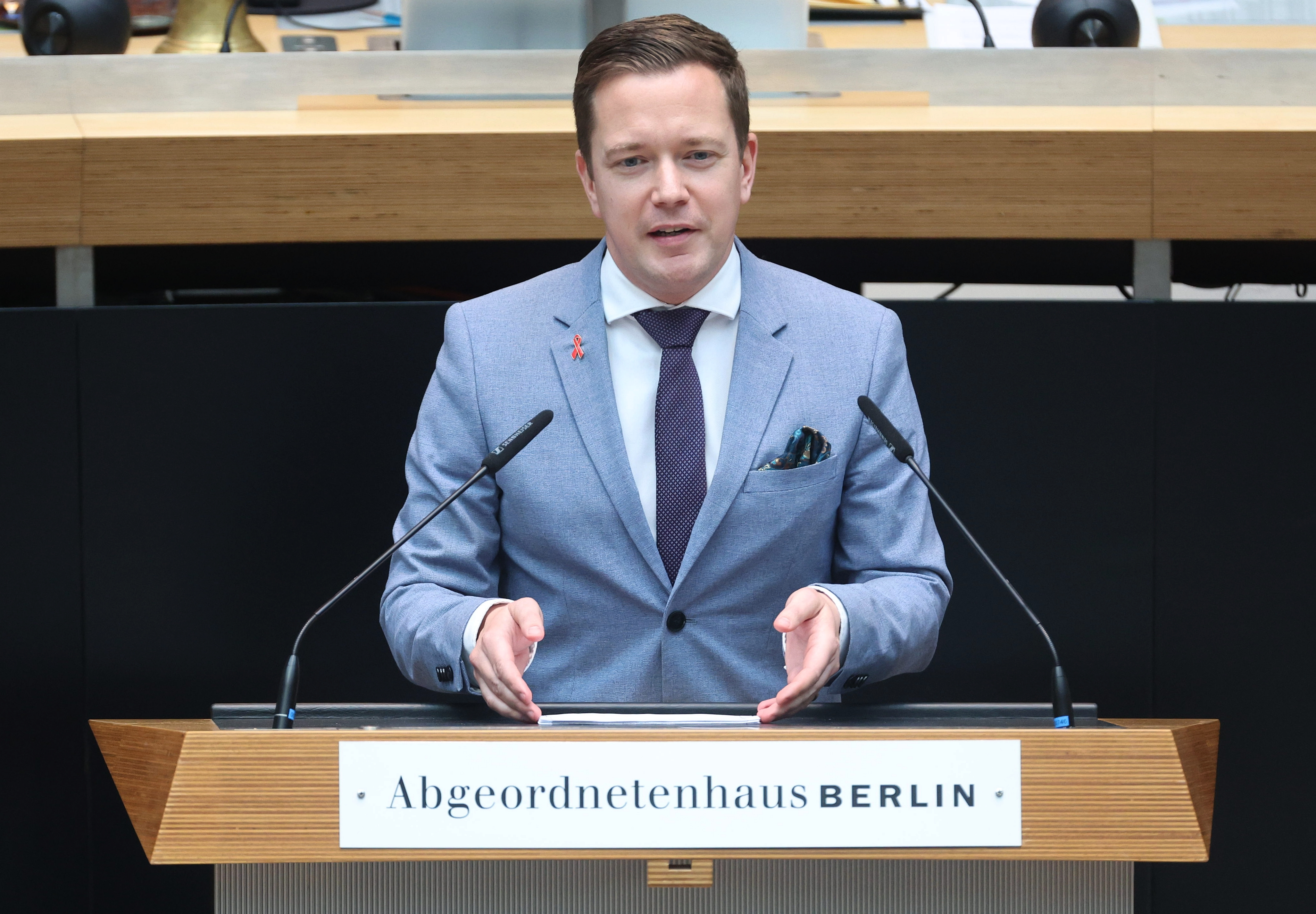
Sebastian Schlüsselburg im Abgeordnetenhaus von Berlin (2024)

Schlüsselburg begann sein politisches Engagement in der Schülervertretung. Er war Klassen- und Schulsprecher an der Alfred-Wegener-Oberschule. Von 2000 bis 2002 war er Mitglied des Landesvorstandes der Landesschülervertretung Berlin. In diese Zeit fielen die ersten Diskussionen über eine grundlegende Novellierung des Schulgesetzes und der Berliner Bankenskandal, an dem die Koalition zwischen SPD und CDU zerbrach, so dass es zu vorgezogenen Neuwahlen kam. Schlüsselburg war auf Vorschlag von Bündnis 90/Die Grünen einer von sechs Trägern des Volksbegehrens für die Auflösung des Abgeordnetenhauses. Er setzte sich auch für eine Stärkung der Mitbestimmung von Schülerinnen und Schüler und die rechtliche Anerkennung der Landesschülervertretung ein.
Von 2001 bis 2002 war er zugleich Mitglied des Bundesvorstandes der Bundesschülervertretung (BSV). In dieser Funktion begleitete er die Diskussion um die Ergebnisse der ersten PISA-Studie und setzte sich für ein integratives Schulsystem nach skandinavischem Vorbild sowie die Abschaffung des Sitzenbleibens ein. Zudem engagierte er sich für die BSV in der Friedensbewegung im Zuge des Auslandseinsatzes der Bundeswehr in Afghanistan.
2002 wurde Schlüsselburg Mitglied im parteiunabhängigen Jugendverband JungdemokratInnen/Junge Linke und war dort bis 2005 in verschiedenen Positionen tätig, unter anderem als stellvertretender Bundesvorsitzender. 
2004 wurde er Mitglied der Gewerkschaft Erziehung und Wissenschaft (GEW).
Im Jahr 2005 trat Sebastian Schlüsselburg in die Partei des demokratischen Sozialismus (PDS) ein. Im gleichen Jahr absolvierte er ein Praktikum bei der PDS-Fraktion im Abgeordnetenhaus von Berlin. Im Rahmen seiner Tätigkeit entwickelte er zusammen mit Carola Bluhm und anderen ein Konzept zur Einführung der Gemeinschaftsschule und war nach den Wahlen auch Mitglied der Verhandlungsgruppe für Bildungspolitik der zweiten rot-roten Koalition. Von 2006 bis 2011 arbeitete er als studentischer Mitarbeiter in der Fraktion Die Linke. im Abgeordnetenhaus von Berlin im Fachbereich Bildung und zuletzt im Fachbereich Haushalt und Finanzen. 2012 wurde er studentischer Mitarbeiter und später wissenschaftlicher Mitarbeiter der Bundestagsabgeordneten Gesine Lötzsch.
Von 2007 bis 2010 war Sebastian Schlüsselburg Mitglied im Landesvorstand der Linken in Berlin. 2012 wurde er stellvertretender Vorsitzender des Bezirksverbandes Lichtenberg, dem mitgliederstärksten Kreisverband der Linken. Im Jahr 2013 leitete Schlüsselburg den Bundestagswahlkampf des Bezirksverbandes Lichtenberg für die Wiederwahl von Gesine Lötzsch.
Schlüsselburg ist Gegner des Weiterbaus der A100 von Treptow nach Lichtenberg und versucht dies gemeinsam mit dem Aktionsbündnis A100 stoppen zu verhindern.
Im September 2016 wurde er als Direktkandidat im Wahlkreis Lichtenberg 4 mit 32,8 Prozent der Erststimmen in das Abgeordnetenhaus von Berlin gewählt und erzielte damit landesweit das beste Erststimmenergebnis für Die Linke. In der Fraktion Die Linke war er Sprecher für Rechtspolitik und Datenschutz. Er war Mitglied in den Ausschüssen für Verfassungs- und Rechtsangelegenheiten, Geschäftsordnung, Verbraucherschutz, Antidiskriminierung sowie Verfassungsschutz und Wissenschaft/Forschung. Darüber hinaus wurde er 2017 zum Mitglied des Richterwahlausschusses gewählt.
Bei der Abgeordnetenhauswahl 2021 und der Wiederholungswahl 2023 erhielt er jeweils erneut das Direktmandat im Wahlkreis Lichtenberg 4.
Schlüsselburg trat am 23. Oktober 2024 zusammen mit Elke Breitenbach, Carsten Schatz, Klaus Lederer und Sebastian Scheel aus seiner Partei aus. Ihnen fehlt laut der gemeinsamen Erklärung in der Partei eine klare Positionierung zum Antisemitismus und auch zur Solidarität mit der Ukraine.
Im Januar 2025 trat Schlüsselburg der SPD bei.